# Anstruther Wester Parish Church

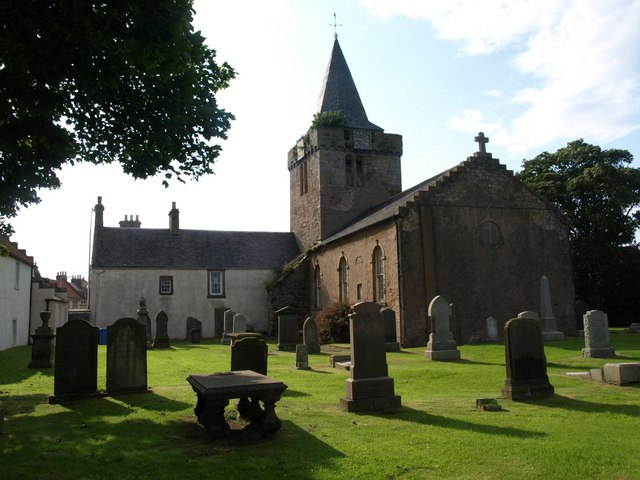
Anstruther Wester Parish Church

Die Anstruther Wester Parish Church, auch St Nicolas’ Church, ist ein ehemaliges Kirchengebäude der presbyterianischen Church of Scotland in der schottischen Ortschaft Anstruther in der Council Area Fife. 1972 wurde das Bauwerk als Einzeldenkmal in die schottischen Denkmallisten in der höchsten Denkmalkategorie A aufgenommen.

## Geschichte
Die Baugeschichte der Kirche ist komplex. Sie geht auf eine mittelalterliche Kirche aus dem Jahre 1243 zurück, von der heute jedoch nur noch in die heutige Struktur integrierte Fragmente erhalten sind. Der Glockenturm ist hingegen auf das 16. Jahrhundert zu datieren. Die heutige Saalkirche wurde möglicherweise 1761 erbaut, das Baujahr ist jedoch Grundlage von Diskussionen. Eine weitere Bauphase wurde 1846 ausgeführt. Um 1930 wurde der Innenraum renoviert. Nach Zusammenlegung der Kirchengemeinde mit der der Anstruther Easter Parish Church wurde die Nikolauskirche obsolet. Deshalb wurde sie 1970 umgebaut und dient nun als Gemeindehalle.

## Beschreibung
Die Anstruther Parish Church steht nahe der Mündung des Dreel Burn in den Firth of Forth an der Hauptverkehrsstraße Anstruthers (A917). Die schlichte Saalkirche ist georgianisch ausgestaltet. Das Bruchsteinmauerwerk mit Natursteineinfassungen ist teils mit Harl verputzt. Entlang der Südfassade ziehen sich drei hohe Rundbogenfenster mit ornamentierten Schlusssteinen. Es sind noch die originalen Gläser erhalten. Die abschließenden Satteldächer sind mit Schiefer eingedeckt und mit schlichten Staffelgiebeln gestaltet. Der vierstöckige Turm schließt mit einem oktogonalen Helm. Allseitig sind Turmuhren eingesetzt.